# باگراتیونی‌ها

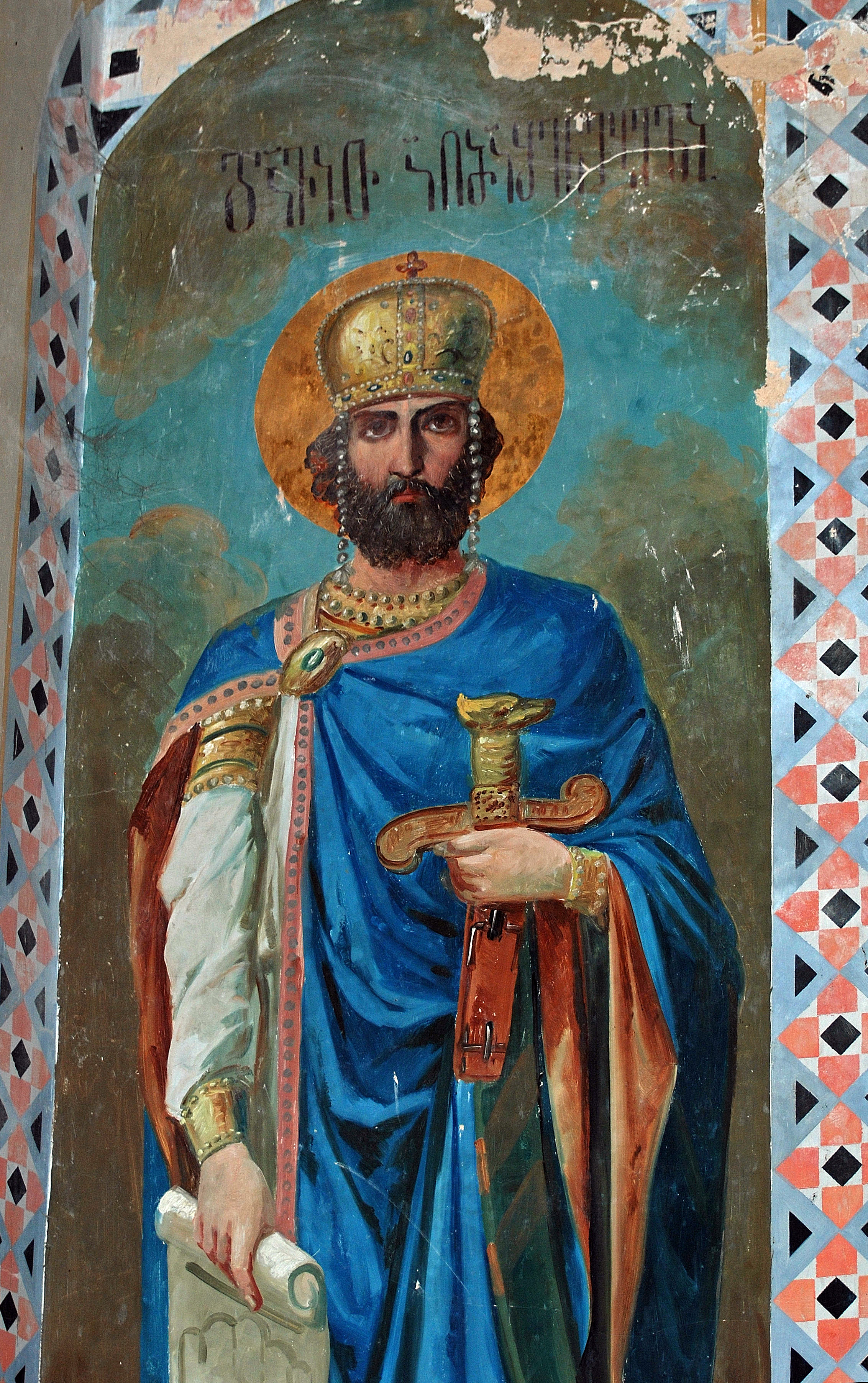
پادشاه داویت چهارم

باگراتیونی‌ها (بَغ‌داده‌ها) (به گرجی: ბაგრატიონები) سومین و آخرین سلسلهٔ حکومتی گرجستان بودند که از سده‌های میانه تا اوایل سده ۱۹ میلادی بر گرجستان حکومت می‌کرد. این دودمان در میان کهنترین دودمان‌های پادشاهی مسیحی جهان قرار دارد.
باگرات (ارمنی: Բագրատ، گرجی: ბაგრატ تلفظ می‌شود) نامی مردانه است که در گرجستان و ارمنستان رایج است. این واژه برگرفته از واژه «بَگارات»، تلفظ پارتی نام ایرانی باستان «بَگاداتَه» (به معنی خداداده یا هدیه خدا) است. بگاداته در فارسی امروز به صورت بغ‌داده تلفظ می‌شود.

## تاریخچه
قدیمی‌ترین شکل‌های گرجی نام سلسله‌ای باگراتونیانی یا باگراتنیانی و باگراتووانی هستند که پس از آن به باگراتونی تغییر یافتند. این نام‌ها و همچنین باگراتونی ارمنی و نام مدرن باگراتید به معنای «فرزندان باگرات» یا «خانه تأسیس شده توسط باگرات» است. [نیازمند منبع]
طبق نظریه ای دیگر با توجه به اینکه باگرات دارای ریشه ایرانی باستان می‌باشد می تواند به نوعی با دیگر خاندان های ایرانی تبار ایبریا (گرجستان) نیز ارتباط داشته باشد از جمله سلسله گوارامی‌ها که خاندانی منشعب شده از خاندان خسرویانی ها  بودند که با پیوند با خاندانهای اصلی ایرانی تبار گرجستان مانند خسرویانی‌ها، نرسیانی‌ها با باگراتیونی‌ها با آنها مرتبط بودند. ازدواج دختر گورام سوم (۷۷۹ / ۷۸۰–۷۸۶) با شاهزاده‌ای فرانسوی از دودمان باگراتونی باعث ایجاد سلسله جدید باگراتیونی‌ها شد که بعداً تبدیل به آخرین و طولانی‌ترین خانواده حاکم بر گرجستان شد. انقراض  گوارامی‌ها در اواخر قرن هشتم به عموزاده باگراتیونیشان اجازه داد تا میراث خود از املاک سابق گوارامی‌ها را برای زمانی که خود به قدرت رسیدند حفظ نمایند.
طبق روایتی که برای اولین بار در آثار سومبات داویتیسدزه، وقایع نگار گرجی قرن یازدهم، و بعدها توسط شاهزاده واخوشتی باگراتیونی (۱۶۹۶–۱۷۵۷) تکرار شد، ادعا کرد که این خاندان از تبار داوود نبی و در حدود سال ۵۳۰ پس از میلاد) طبق روایت هفت برادر پناهنده از نسل داوودی بودند که سه نفر از آنها در ارمنستان ساکن شدند و چهار نفر دیگر وارد کارتلی شدند. در آنجا با خانواده‌های حاکمان محلی ازدواج کردند و زمین‌هایی را به‌طور موروثی به دست آوردند، یکی از چهار برادر، گوارام (متوفی در سال ۵۳۲)، که متعاقباً به نام پسرش باگرات، دودمانی را تأسیس کرد که به نام باگراتیونی نامیده شد.
این دودمان تا اوایل قرن بیستم از مقبولیت عمومی برخوردار بود. تحقیقات سیریل تومانوف به این نتیجه رسید که باگراتیان گرجستان از شخصی به نام آدارناسه از سلسله باگراتید ارمنی منشعب شدند که پدرش واساک (پسر آشوت سوم، پادشاه ارمنستان از ۷۳۲ تا ۷۴۸) در پی یک کودتای نافرجام به کارتلی رفت. در سال ۷۷۵ پسر آدارناسه، آشوت اول، سلطنت ایبریا را به دست آورد. و بدین ترتیب در سال ۸۱۳ آخرین خاندان سلطنتی گرجستان را تأسیس کرد. بر این اساس، افسانه منشأ داوودی باگراتیدهای گرجی، مقبولیت بیشتری نسبت به ادعای پیشینی که توسط سلسله ارمنی مطرح شده بود دارد، همان‌طور که در تحقیقات موسی خورنی نویسنده ارمنی آمده‌است. زمانی که خانواده گرجی، که به سرعت در محیط جدید متحول شده بود، قدرت سلطنتی را به دست گرفت، منشأ گرفتن از کتاب مقدس به حفظ مشروعیت آنها کمک کرد و به ستون اصلی ایدئولوژیک حکومت هزار ساله آنها بر گرجستان تبدیل شد.
اگرچه تاریخ نسل به نسل سلسله بغ‌داده‌ها (باگراتیونی) تنها در اواخر قرن هشتم آغاز می‌شود اما تومانوف ادعا کرد که اولین شاخه گرجی از باگراتیدها را می‌توان تا قرن دوم پس از میلاد ردیابی کرد، زمانی که طبق روایت بر منطقه اودزرخه در جنوب گرجستان کنونی حکومت می‌کردند. حکومت اودزرخه، که در سالنامه‌های قرون وسطی به نام Bivritianis شناخته می‌شود، تا قرن پنجم پس از میلاد ادامه داشت. با این حال، آنها را نمی‌توان نیاکان مستقیم بغ‌داده‌های بعدی دانست که در نهایت قدرت سلطنتی گرجستان را احیا کردند.
پاوستوس بوزند مورخ ارمنی قرن پنجم ادعا کرده‌است که خانواده گرجی باگراتیونی در استان Speri که ساکنان قبایل گرجی لاز بود، سرچشمه می‌گیرند. بسیاری از مورخان مانند N. Marr , I. Orbeli, E. Takaishvili , S. Janashia نیز همین ایده را داشتند و ادعای ارمنی بودن باگراتوین‌ها به‌طور گسترده نادیده گرفته شده‌است. همچنین به گفته مورخ گرجستانی نیکو بردزنیشویلی، سلسله برجسته باگراتیونی‌ها از باستانی‌ترین منطقه گرجستان - Speri سرچشمه می‌گیرند.. باگراتیونی‌ها از طریق سیاست‌های دوراندیشانه و انعطاف‌پذیر خود، از قرن ششم تا هشتم به نفوذ زیادی دست یافتند. یکی از شاخه‌های آنها به ارمنستان و دیگری به ایبریا نقل مکان کرد و هر دو شاخه حکومت ماورائ قفقار را بدست آوردند.
پس از تکه‌تکه شدن امپراتوری گرجستان در سده ۱۵ میلادی، شاخه‌هایی از دودمان باگراتیونی در سه بخش جدا شده گرجستان یعنی پادشاهی کارتلی، پادشاهی کاختی و پادشاهی ایمرتی تا زمان الحاق به روسیه در آغازین سده ۱۹ میلادی، حکومت می‌کردند. در حالی که بند سوم معاهده گئورگیوسک ادامه پادشاهی دودمان باگراتونی بر گرجستان را پس از الحاق به روسیه تضمین می‌کرد ولی پس از آن روسیه با نقض این بند از قرارداد، گرجستان را به صورت غیرقانونی به خود ملحق کرد. ادامه دودمان تا انقلاب فوریه سال ۱۹۱۷ به صورت خانواده‌ای اشرافی باقی ماند ولی پس از ایجاد جمهوری سوسیالیستی گرجستان شوروی در سال ۱۹۲۱ برخی اعضای خاندان مجبور به پذیرش مناصب پایین یا از دست دادن دارایی‌هایشان شدند و برخی دیگر نیز به اروپای غربی مهاجرت کردند، با این وجود برخی از آنان پس از فروپاشی شوروی و استقلال گرجستان در سال ۱۹۹۱ به کشور بازگشتند.